# Philip LeSourd
Philip S. LeSourd és un lingüista i professor d'antropologia de la Universitat d'Indiana als Estats Units. És un dels principals experts del món en la llengua maliseet-passamaquoddy i en la família de les llengües algonquines.
LeSourd va obtenir tant la llicenciatura com el doctorat en lingüística al Massachusetts Institute of Technology. Va quedar fascinat amb els idiomes algonquins després d'una classe en llengua mesquakie (fox) d'Ives Goddard a la Universitat Harvard poc després d'acabar la seva llicenciatura. A instàncies de Karl Teeter i després de Ken Hale, va passar un temps residint entre els maliseet i els passamaquoddy a Maine, Estats Units i Nova Brunswick, Canadà. Va estudiar la llengua amb l'expert Robert Leavitt de l'Institut Mi'kmaq - Maliseet a la Universitat de Nova Brunswick, i també mitjançant l'estudi d'una varietat dels parlants nadius. LeSourd, Leavitt i el parlant natiu passamaquoddy David Francis, Sr van engegar un projecte de diccionari Anglès - Maliseet-Passamaquoddy, del que en va resultar publicat un diccionari titulat Kolusuwakonol, vuit anys després d'iniciar el projecte. El projecte ha continuat des de llavors amb el finançament d'Industry Canada i la National Science Foundation, i s'ha posat a disposició en línia.
LeSourd ha continuat activament la investigació Maliseet-Passamaquoddy i d'una varietat d'altres idiomes algonquins.